# Cabezarrubias del Puerto
Cabezarrubias del Puerto település Spanyolországban, Ciudad Real tartományban. Cabezarrubias del Puerto Almodóvar del Campo, Brazatortas, Puertollano, Hinojosas de Calatrava és Fuencaliente községekkel határos. Lakosainak száma 488 fő (2024).

## Népesség
A település népessége az elmúlt években az alábbi módon változott:
| Lakosok száma | 639  | 608  | 576  | 574  | 548  | 528  | 505  | 481  | 465  | 488  |
|               | 2001 | 2004 | 2006 | 2009 | 2011 | 2014 | 2016 | 2019 | 2021 | 2024 |